# Vertigo (álbum de John 5)
Vertigo es el álbum debut del guitarrista estadounidense John 5. Fue producido y mezclado por Billy Sherwood, quien toca algunas partes del bajo en el disco. Otros músicos invitados a la grabación del álbum incluyen a Jay Schellen (batería), Kevin Savigar (producción), "Bourbon" Bob Bartell (bajo) y Graham Ward (batería).

## Lista de canciones
| N.º | Título                  | Duración |  |
| 1.  | «Needles CA»            | 3:22     |  |
| 2.  | «Feisty Cadavers»       | 4:12     |  |
| 3.  | «Pulling Strings»       | 3:45     |  |
| 4.  | «Sugar Foot Rag»        | 3:04     |  |
| 5.  | «Dead Man's Dream»      | 3:29     |  |
| 6.  | «Sweet Georgia Brown»   | 2:43     |  |
| 7.  | «Flatlines, Thin Lines» | 3:35     |  |
| 8.  | «Liberty»               | 2:23     |  |
| 9.  | «Vertigo»               | 3:47     |  |
| 10. | «18969 Ventura Blvd»    | 2:37     |  |
| 11. | «Zugg Island Convict»   | 3:21     |  |
| 12. | «Salt Creek»            | 2:51     |  |
| 13. | «Goodnight»             | 3:14     |  |